# شاكر الفحام
شاكر الفحام (1340 - 1429 هـ / 1921 - 2008 م) من علماء العربية، باحث ومحقِّق وأديب وسياسي سوري، عمل في الأدب والسياسة والسلك الدبلوماسي، ويُعَدُّ من الباحثين الموسوعيين الذين بذلوا حياتهم في خدمة اللغة العربية وآدابها.
وهو متزوِّج بالسيدة مديحة العنبري الإعلامية ومديرة منظمة S.O.S في سورية (قرى الأطفال). والعالم المصري أحمد زويل زوج ابنته.

## سيرته
ولد شاكر محمد كامل الفحَّام في مدينة حِمْص سنة 1921م، وتلقى دروسه الابتدائية وبعض الثانوية في مدارس حمص، ثم تحوَّل إلى دمشق ليستكمل الدراسة الثانوية في مدرسة التجهيز الأولى (جودة الهاشمي). فلما فرغ منها عُين معلمًا في قرية (تسيل) في الجَوْلان سنة 1941م. ثم أُوفد إلى (جامعة القاهرة)، فنال الإجازة في الآداب العربية سنة 1946م، وعاد إلى سورية ودرَّس العربية في ثانويات دمشق وحمص والحسكة حتى سنة 1957م.
وفي هذه السنة نفسها أُوفد ثانيةً إلى القاهرة لاستكمال دراساته العليا، فحصل على الماجستير في الآداب سنة 1960، ثم على الدكتوراه في الآداب سنة 1963، وعاد إلى دمشق مدرِّسًا في كلية الآداب بجامعة دمشق، وصار أستاذًا مساعدًا سنة 1972م، ثم أستاذًا سنة 1974، وبقي يدرِّس في الكلية حتى سنة 1991. وللدكتور شاكر الفحام الفضل في تطوير الكثير من مراجع اللغة العربية والآداب المتعلقة بالعربية وعلومها، ويذكر أن عددًا كبيرًا من طلاب الدراسات العليا والمشاهير في مناصب مختلفة درسوا على يد الدكتور الفحام.

## مناصبه وعضوياته
تولى الفحام مناصب مهمة، منها:
- وزير التربية في سورية عام 1963.
- سفير سورية في الجزائر من عام 1964- 1968.
- رئيس جامعة دمشق من عام 1968- 1970.
- عضو في مجلس الشعب السوري.
- وزير التعليم العالي من 1970- 1973.
- وزير التربية مرة أُخرى من 1973- 1978.
- وزير التعليم العالي مجددًا من 1978- 1980.
- رئيس مجمع اللغة العربية بدمشق منذ عام 1993 حتى وفاته 2008.
- عضو مؤسِّس في هيئة الموسوعة العربية.
- عضو في المجالس واللجان الاستشارية العربية.
- عضو في عدة منظمات خاصة بالأدب واللغة العربية.
- عضو في منظمات البحوث الخاصة بالحضارة والتاريخ والمخطوطات.
- عضو في مجمع اللغة العربية بالقاهرة.

## جوائزه
- فاز الدكتور شاكر الفحام بجائزة الملك فيصل في اللغة العربية والأدب لعام 1989.[4]

## مؤلفاته وتحقيقاته
1. ديوان الفرزدق (ج1)، مطبوعات مجمع اللغة العربية بدمشق، 1966م، دار الفكر، دمشق، 1977م.[2]
2. كتاب اللامات لابن فارس (تحقيق)، مطبوعات مجمع اللغة العربية بدمشق، 1973م.[2]
3. الدلائل في غريب الحديث للسرقسطي (تحقيق)، مطبوعات مجمع اللغة العربية بدمشق، 1976م.[2]
4. مختارات من شعر الأندلس، المطبعة التعاونية، دمشق، 1979م.[2]
5. نظرات في شعر بشار بن برد، مطبوعات مجمع اللغة العربية بدمشق، 1983م.[2]
6. الأستاذ عبد الهادي هاشم فقيد المجمع، مطبوعات مجمع اللغة العربية بدمشق، 1988م.[2]

## مقالاته
نشر الدكتور شاكر الفحام عددًا كبيرًا من البحوث والمقالات في (مجلة مجمع اللغة العربية) القاهرة، و(مجلة معهد المخطوطات العربية) الكويت، و(مجلة المجمع العلمي الهندي)، و(مجلة المعلم العربي) دمشق، و(مجلة المعرفة) دمشق، و(مجلة دراسات تاريخية) دمشق، و(مجلة صوت المعلمين) دمشق، و(مجلة الأسبوع الأدبي) دمشق، و(مجلة العرب) السعودية، و(مجلة العربي) الكويت، و(مجلة الثقافة) سورية، و(مجلة كلية الدراسات الإسلامية والعربية) دبي، و(المجلة العربية للثقافة)، و(مجلة الرصد الثقافي) بيروت، و(مجلة المجلة) القاهرة، و(مجلة الفيصل) الرياض، و(مجلة التراث العربي)، و(مجلة الثقافة- مدحت عكاش)، و(مجلة العرب) إضافة إلى ما نشره في (مجلة مجمع اللغة العربية بدمشق).
وبلغ عدد ما نشره في (مجلة مجمع اللغة العربية بدمشق) 130 مقالًا، وذلك في المدة (1973 - 2006م).

## وفاته
توفي الدكتور شاكر الفحام بدمشق، يوم السبت 24 جُمادى الآخرة 1429هـ الموافق 28 يونيو (حَزِيران) 2008م. وسُمّيت باسمه إحدى المدارس في (حي الغوطة) في مدينة حمص تكريمًا له وتقديرًا لما قدَّمه للوطن من خدمات جليلة في مجالات العلم والمعرفة، ولما خلَّفه من آثار قيمة.